# Ruch na Rzecz Samostanowienia i Niepodległości Archipelagu Wysp Kanaryjskich

Flaga organizacji

Ruch na Rzecz Samostanowienia i Niepodległości Archipelagu Wysp Kanaryjskich (hiszp. Movimiento por la Autodeterminación e Independencia del Archipiélago Canario, MPAIAC) – organizacja nacjonalistyczna z Wysp Kanaryjskich.

## Historia
Utworzony na emigracji w Algierii w 1964 roku. Jego twórcą był Antonio Cubillo, działacz niepodległościowy z Wysp Kanaryjskich i więzień polityczny reżimu Francisco Franco. W 1968 roku ruch został uznany oficjalnie przez Organizację Jedności Afrykańskiej. W 1976 roku powstały Fuerzas Armadas Guanches będące militarnym skrzydłem MPAIAC. Ruch działał do 1978 roku. Do tego czasu jego zbrojne skrzydło przeprowadziło 28 niewielkich zamachów bombowych na terenie Hiszpanii. W kampanii terrorystycznej MPAIAC zginął jeden policjant, jednak pośrednio MPAIAC jest odpowiedzialny za katastrofę lotniczą w 1977 roku na Teneryfie (zginęło wtedy w sumie 583 pasażerów). W połowie lat 80. przywódcy MPAIAC zostali ułaskawieni i zezwolono im na powrót do Hiszpanii.

## Ideologia
Był ruchem separatystycznym i nacjonalistycznym. Celem MPAIAC była niepodległość Wysp Kanaryjskich.